# Aneguria
Ane San Miguel Crespo (Bilbao, Vizcaya, 28 de diciembre de 1984) o más conocida artísticamente como Aneguria o Dj Chancleta es una cantante de rap y hip-hop.

## Biografía
Nacida en Bilbao, Ane San Miguel vivió en Durango hasta los 7 años, donde su familia se mudó a Bilbao y donde actualmente vive. Ha estudiado la formación profesional de diseño gráfico. 
Inicio en el mundo del rap y el hip-hop en Deusto con 17 años hasta ahora, donde ha conseguido tres discos. Ha actuado en varios festivales y conciertos como son el BBK Live Bilbao y el MTV Music Week. Su música ha llegado a otros países como Alemania y Bélgica. Ha colaborado con grandes músicos vascos como Fermin Muguruza y participado en los grupos Eskina Femenina, Lapiko KLika y La DolÇe Rima. En 2015, la cantante de rap de La Basu lanzó "Aire es vida", donde Aneguria participó en la canción "Trakamatraka" cantando en euskera.

## Discográfica

### Discos
- 2017: Horchata de Chufa
- 2018: Frambuesas y palomitas
- 2018: Percebe "Dana edo ezebez"

### Videoclips
- Irrikitan feat kruger.[1]
- Kumbaya.[2]
- Umore txarrean.[3]

### Aparición en medios de comunicación
- BBK Live Bilbao 2018.[4]

### Creaciones diseñadas a propósito para...
Diseño de piezas sonoras con objetivos comunicativos específicos y creación de productos exclusivos bajo demanda.
Cortinilla para radio ficción

### Colaboraciones
- aneguria feat. Chalart 58 - FORGIVE ME -ANTXON SAGARDUI REMIX.[5]
- 11 LORE BELTZAK - BEIRA taldea.[6]
- YO ME DOY EL TONO de Aneguria y Jesús Ara para la Gau Irekia 2017 POR TWOBASCOS Y SAREAN.[7]
- ELBSHOTS #32 ANEGURIA 2017.[8]
- GATOM ETA ANEGURIA - NATURAREN ZAINDARI | KOSTAKO VIBES 2017.[9]
- BILTZARRA vol. 1 // Markes Iraizoz, Aneguria eta Gatom - EuskalHHH 2016.[10]
- Vídeo "Black is negra" 2016.[11]
- Por la calle sonido cámara con Lapikoklika 2016.[12]
- Videoclip "gazte danbada" 2016.[13]
- Videoclip "trakamatraka" con La Basu 2015.[14]
- Mierda por Barrer Colaboración en el trabajo de Myke Epel.[15]
- #PANTXITXIKETAN Danontzako kantak - HATOR HATOR.Aneguria, @Orodreth, Zeberioko eskolako haur hezkuntzako umeak, @UrtziIza estudioa,  @Eragintza kultur erakundearen hezitzaileak,  Eskuaire komunikazio bitartekaritza... Eusko Jaurlaritzaritzako Kultura eta Hizkuntza Politika sailak diruz lagundutako proiektua.[16]
- AGUO - MAITALE GAIXOAK.[17]
- AGUO - INDECISION.[18]